# Enhjørning
 Der er for få eller ingen kildehenvisninger i denne artikel, hvilket er et problem. Du kan hjælpe ved at angive troværdige kilder til de påstande, som fremføres i artiklen.

Enhjørningen er et af de mere kendte fabeldyr. Den fremstilles normalt som en hvid hest, men med et hvidt (og ofte snoet) horn i panden, og klove (i stedet for hove), undertiden ses også gedeskæg og løvehale. Enhjørningen regnes for et ædelt og venligtsindet dyr, men den er tillige sky og lader sig sjældent finde eller tæmme.

## Enhjørninger i historien
I Bibelen nævnes ofte et dyr på hebraisk kaldet re‘em. I bl.a. King James-udgaven er dette ord blevet oversat med "enhjørning", hvorimod mere moderne oversættelser bruger andre ord. The New Encyclopædia Britannica bemærker: "Visse poetiske passager i Det Gamle Testamente nævner et stærkt og prægtigt dyr med horn kaldet re’emʹ. Dette ord er i flere oversættelser gengivet med ’enhjørning’ eller ’næsehorn’, men mange nyere oversættelser foretrækker ’vildokse’ (urokse), som er den korrekte betydning af det hebraiske re’emʹ".
I antikken regnede man enhjørninger for en del af naturens almindelige fauna, men man mente, at de primært levede i Indien, hvilket flere antikke forfattere beskriver, bl.a. Aristoteles og Plinius den Ældre.
I middelalderen regnede man ligeledes enhjørninger for faktisk eksisterende væsener, og de blev da også beskrevet i flere bestiarier. Man tilskrev deres horn evne til at helbrede og uskadeliggøre gifte af enhver slags, ligesom det også fortaltes, at disse sky væsener kun ville lade sig tæmme af en jomfru, hvorfor man da også kunne udsætte kvinder, hvis jomfruelighed var omstridt, for en enhjørningeprøve. Marco Polo beretter forbavset om enhjørninger, han har set på sine rejser, at de var "... næppe mindre end elefanter. De har en bøffels hår og fødder som en elefant. De har ét eneste sort horn midt i panden ... De har et hoved som et vildsvin ... De tilbringer helst tiden med at rulle sig i mudder og slim. De er overmåde grimme at se på. De er overhovedet ikke, som vi beskriver dem, når vi fortæller, at de lader sig fange af jomfruer ...". Det var rimeligvis næsehorn og ikke enhjørninger, Marco Polo var stødt på.
Den danske lærde og samler Ole Worm har vist, at i hvert fald nogle af de bevarede middelalderlige "enhjørningehorn" var narhvaltænder. Sådanne blev undertiden drevet på land i Norge af Golfstrømmen.
Den danskstiftede Unibank, der senere fusionerede med det nutidige Nordea, havde en enhjørning i sit logo.